# Pedro da Fonseca
Pedro da Fonseca (Proença-a-Nova, 1528 – Lisbona, 4 novembre 1599) è stato un filosofo e teologo portoghese appartenente all'ordine dei Gesuiti e conosciuto nella sua epoca come l'Aristotele portoghese.

## Biografia
Entrò nel noviziato della Compagnia di Gesù il 17 marzo del 1548, a Coimbra, da dove passò, nel 1551, alla nascente Università di Évora. Qui assisté alle lezioni del celebre Bartolomeo Fernandes. Nel 1570 conseguì solennemente il dottorato alla presenza del re Sebastiano I, del cardinale Enrico del Portogallo e dell'infante Eduardo II di Guimarães. Insegnò filosofia all'Università di Coimbra (1555-1561), commentando specialmente Aristotele e acquistandosi tanta fama da esser soprannominato l'Aristotele portoghese. A Coimbra ebbe tra i suoi discepoli il teologo spagnolo Luis de Molina.
Pedro da Fonseca morì a Lisbona il 4 novembre del 1599, all'età di settantun anni.
Fu tra i principali promotori e collaboratori del vasto corso di filosofia aristotelica conosciuto sotto il titolo di Cursus Conimbricensium, che nella seconda metà del secolo XVI continuò nella penisola iberica la restaurazione della filosofia scolastica.

## Opere
- (LA) Pedro da Fonseca, Institutionum Dialecticarum (PDF), Olyssippone, apud haeredes Ioannis Blauij, 1564. URL consultato il 4 ottobre 2019.
- (LA) Pedro da Fonseca, Commentariorum in Libros Metaphysicorum Aristotelis, vol. 1, Romae, apud Franciscum Zanettum & Bartholomaeum Tosium socios, 1577. URL consultato il 4 ottobre 2019.
- (LA) Pedro da Fonseca, Commentariorum in Libros Metaphysicorum Aristotelis, vol. 2, Romae, ex Officina Iacobi Tornerij, 1589. URL consultato il 4 ottobre 2019.
- (LA) Pedro da Fonseca, Commentariorum in Libros Metaphysicorum Aristotelis, vol. 3, Eborae, ex Officina Iacobi Tornerij, 1604. URL consultato il 4 ottobre 2019.
- (LA) Pedro da Fonseca, Commentariorum in Libros Metaphysicorum Aristotelis, vol. 4, Lugduni, sumptibius Horatij Cardon, 1612. URL consultato il 4 ottobre 2019.
- (LA) Pedro da Fonseca, Isagoge Philosophica, Olyssipone, apud Antonium Aluarez, 1591. URL consultato il 4 ottobre 2019.